# Esperanza (Paysandú)
Esperanza ist eine Ortschaft in Uruguay.

## Geographie
Sie befindet sich auf dem Gebiet des Departamento Paysandú in dessen Sektor 2. Esperanza liegt südöstlich der Departamento-Hauptstadt Paysandú bei Chacras de Paysandú und nördlich von Porvenir. In östlicher Richtung ist Estación Porvenir die nächste größere Ansiedlung.

## Geschichte
Am 5. April 1962 wurde Esperanza durch das Gesetz Nr.13.044 in die Kategorie „Pueblo“ eingestuft.

## Einwohner
Für Esperanza wurden bei der Volkszählung im Jahr 2004 145 Einwohner registriert.
| Jahr | Einwohner |
| ---- | --------- |
| 1963 | 120       |
| 1975 | 123       |
| 1985 | 151       |
| 1996 | 144       |
| 2004 | 145       |

Quelle: Instituto Nacional de Estadística de Uruguay